# روزماري كلوني
روزماري كلوني (بالإنجليزية: Rosemary Clooney)‏ هي مغنية وعازفة الجاز وكاتبة سيناريو وممثلة أمريكية، ولدت في 23 مايو 1928 في الولايات المتحدة، وتوفيت في 29 يونيو 2002 ببيفرلي هيلز في الولايات المتحدة بسبب سرطان الرئة. من الجوائز التي نالتها جائزة غرامي لإنجاز العمر سنة 2002 والجائزة التذكارية لنساء كنتاكي ‏.

## أعمال

### مسلسلات
- شارع السمسم

## جوائز
- جائزة غرامي لإنجاز العمر (2002)
- الجائزة التذكارية لنساء كنتاكي [الإنجليزية]‏

## وصلات خارجية
- روزماري كلوني على موقع IMDb (الإنجليزية)
- روزماري كلوني على موقع الموسوعة البريطانية (الإنجليزية)
- روزماري كلوني على موقع روتن توميتوز (الإنجليزية)
- روزماري كلوني على موقع مونزينجر (الألمانية)
- روزماري كلوني على موقع ألو سيني (الفرنسية)
- روزماري كلوني على موقع ميوزك برينز (الإنجليزية)
- روزماري كلوني على موقع تيرنر كلاسيك موفيز (الإنجليزية)
- روزماري كلوني على موقع أول موفي (الإنجليزية)
- روزماري كلوني على موقع قاعدة بيانات برودواي على الإنترنت (الإنجليزية)
- روزماري كلوني على موقع قاعدة بيانات الأفلام السويدية (السويدية)